# Wapen van Colombia
Het wapen van Colombia werd aangenomen op 9 mei 1834, waarna er in 1924 enkele kleine wijzigingen werden doorgevoerd.
Centraal in het wapen staat het wapenschild, dat in drie delen is verdeeld. In het onderste deel staan twee schepen afgebeeld, hetgeen de maritieme geschiedenis van Colombia symboliseert, in het bijzonder die van Panama, dat tot 1903 tot Colombia behoorde. In het middelste deel staat een traditioneel symbool van vrijheid, de Frygische muts. Het bovenste deel toont een granaatappel (een symbool van Nieuw-Granada) tussen twee cornucopia's ofwel hoorns des overvloeds. Zowel de granaatappel als de cornucopia's symboliseren de landbouw.
Boven het wapenschild staat een Andescondor afgebeeld met een olijftak in zijn snavel. Tussen de vogel en het schild staat het nationale motto op een lint. Het schild wordt aan beide zijden geflankeerd door twee Colombiaanse nationale vlaggen.
Argentinië · Bolivia · Brazilië · Chili · Colombia · Ecuador · Guyana · Paraguay · Peru · Suriname · Trinidad en Tobago · Uruguay · Venezuela
Afhankelijke gebieden

Falklandeilanden · Frans-Guyana · Zuid-Georgia en de Zuidelijke Sandwicheilanden